# Wilhelm Schmitz (Philologe)
Wilhelm Schmitz (* 2. August 1828 in Kalkum; † 17. Juni 1898 in Köln) war ein deutscher Philologe. Schmitz war Oberlehrer am Marzellengymnasium und Direktor am Kaiser-Wilhelm-Gymnasium in Köln.

## Leben

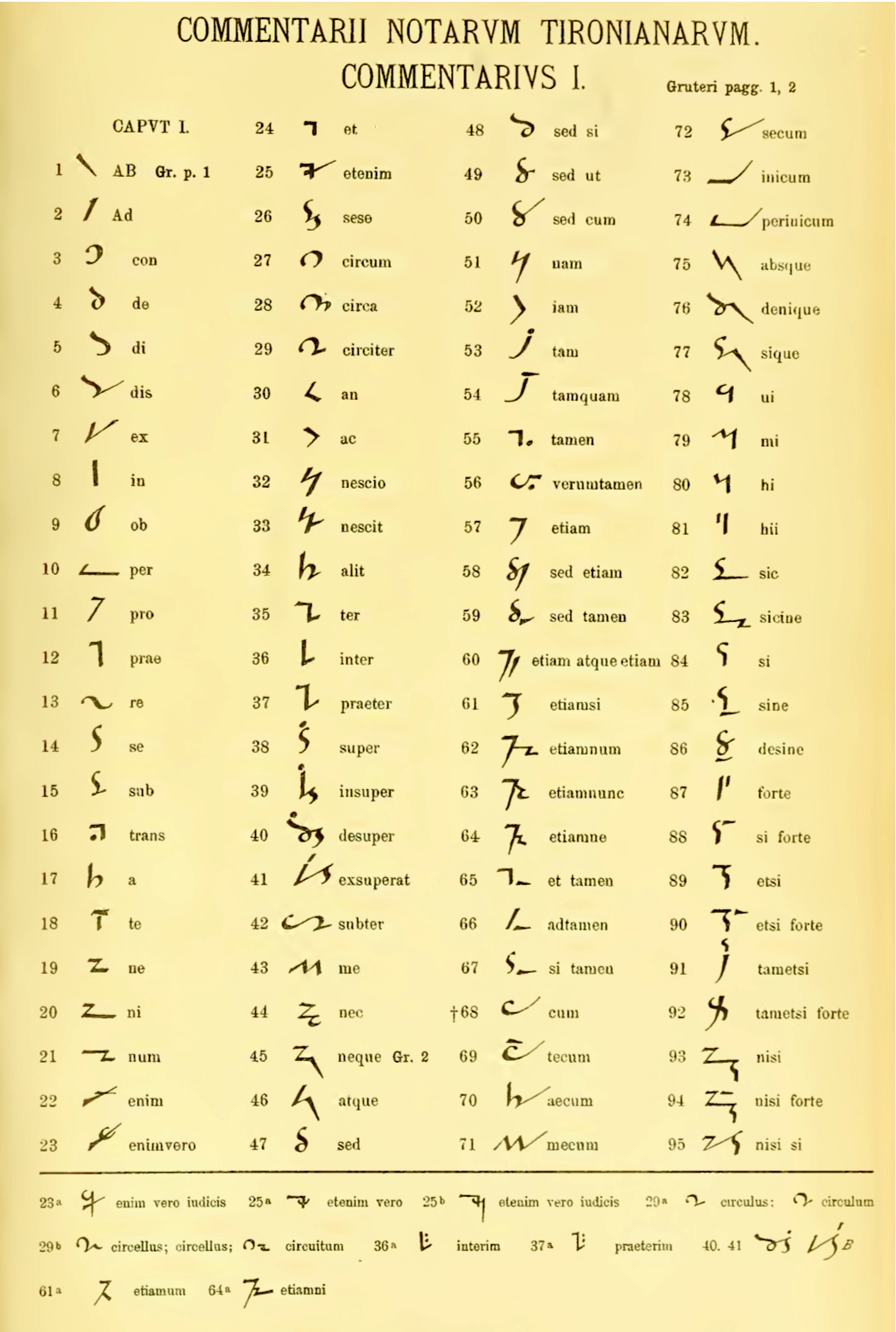
Tironische Noten aus Schmitz Werk Commentarii notarum Tironianarum (1893)

Schmitz wurde als Sohn eines Elementarlehrers geboren. Er besuchte das Marzellengymnasium in Köln und studierte ab Herbst 1849 Geschichte und Philologie an der Universität Bonn. Zu seinen Professoren gehörte der Philologe Friedrich Ritschl, der großen Einfluss auf ihn hatte. Beide führten später einen ausgedehnten Briefwechsel. 1853 promovierte er an der Philosophischen Fakultät der Bonner Universität mit der Dissertation Quaestiones orthoepicae Latinae zum Dr. phil. Seine praktische Ausbildung als Lehrer erhielt er an den Gymnasien in Bonn und Düsseldorf.
Im Herbst 1855 wurde er kommissarischer Lehrer am Gymnasium in Koblenz und Ostern 1856 kommissarischer Lehrer am Gymnasium in Düren. Bereits im Herbst 1856 erhielt Schmitz eine Anstellung als ordentlicher Lehrer am Dürener Gymnasium, wo er 1860 zum Oberlehrer ernannt wurde. Als solcher wechselte er 1865 an das Marzellengymnasium nach Köln. Anfang Oktober 1868 wurde er zum Rektor an das katholische Progymnasium und Herbst 1871 als Direktor an das neu gegründete Kaiser-Wilhelms-Gymnasium in Köln berufen. Hier arbeitete er noch 27 Jahre. Wilhelm Schmitz starb am 17. Juni 1898, im Alter von 69 Jahren, in Köln.

## Forschungen
Schmitz hinterließ ein umfangreiches Schrifttum. Bereits 1863 veröffentlichte er eine erste tachygraphische Untersuchung, die er auf Anregung seines ehemaligen Professors Friedrich Ritschl verfasste. Ein Jahr später erschien eine Arbeit über den Codex Casselanus, die er Ritschl widmete. 1870 bis 1871 erschienen seine Untersuchungen über Die Straßburger Handschrift der Tironischen Noten. Durch einen Brand der Straßburger Bibliothek in Folge des Deutsch-Französischen Krieges 1870, ging die Originalhandschrift verloren. Schmitz hatte aber den Inhalt des Textes, während einer Anfang September 1869 von ihm angefertigten Kollation, gerettet. Es folgten Untersuchungen über Die Leidener Handschriften der Trionischen Noten und über Die Pariser Handschriften der Trionischen Noten. Ebenfalls auf Ritschels Anregung veröffentlichte Schmitz 1877 das Werk Beiträge zur lateinischen Sprach- und Literaturkunde. Sein Hauptwerk Commentarii notarum Trionianarium erschien 1893. Er war Mitautor der Zeitschrift Panstenographikon und der Deutschen Stenographenzeitung sowie des Rheinischen Museums für Philologie. Zahlreiche kleine Arbeiten, unter anderem die Reihe Mittheilungen aus den Akten der Universität Cöln veröffentlichte Schmitz in den Programmen des Kaiser-Wilhelm-Gymnasiums. Zusammen mit Hermann Keussen veröffentlichte er eine Ausgabe der Kölner Universitätsmatrikel von 1389 bis 1559.

## Veröffentlichungen (Auswahl)
- Quaestiones orthoepicae Latinae. (Dissertationsschrift), Bonn 1853.
- De aspiratarum graecarum latinarumque pronuntiatione commentatio. Düren 1865.
- Studien zur lateinischen Stenographie. Leipzig 1869.
- Beiträge zur lateinischen Sprach- und Literaturkunde. Leipzig 1877.
- Ueber lateinische Tachygraphie. Leipzig 1879.
- Studien zu den Tironischen Noten. Bonn 1879.
- Commentarii notarum Tironianarum. Leipzig 1893.
- Miscellanea Tironiana. Leipzig 1896.